# Upplands runinskrifter 1167
Upplands runinskrifter 1167 är en vikingatida runsten av ljus granit i Ekeby, Torstuna socken och Enköpings kommun.
Runstenen är 1,75 meter hög och 1,1 meter bred. Ristningen är svår att tyda. Detta dels på grund av att ristningsytan är skadad och dels på grund av att runristaren inte varit skicklig. Möjligen är detta en ren nonsensinskrift.

## Inskriften
Translitterering av runraden:
-urtr · let ' rta × ...-...-...--(u)---... ...(k)-l(f)-... ...r-----...- ' -tnʀ (f)(a)-u ' runm ' hufen ' þm ' raþa ' kan '
Normalisering till runsvenska:
''-urtr let retta ... ... ... -tnʀ fa-u runum hufen þæim raða kann.
Översättning till nusvenska:
... lät resa ... runor ... för den som kan tyda.